# Rigidesa dielèctrica
Entenem per rigidesa dielèctrica o rigidesa electroestàtica el valor límit de la intensitat del camp elèctric en el que un material perd la seva propietat aïllant i passa a ser conductor. Es mesura en volts per metre V/m (al SI).
També es pot definir-la com la màxima tensió elèctrica que pot suportar un aïllant sense perforar-se. Aquesta tensió rep el nom de tensió de ruptura d'un dielèctric.
| Substància                   | Trencament dielèctric (MV/m)               |
| ---------------------------- | ------------------------------------------ |
| Heli                         | 0,15                                       |
| Aire                         | 0,4 - 3,0 (depèn de la seva pressió)       |
| Alúmina                      | 13,4                                       |
| Vidre de finestra            | 9,8 - 13,8                                 |
| Oli de silicona, oli mineral | 10-15                                      |
| Benzè                        | 16                                         |
| Poliestirè                   | 19,7                                       |
| Polietilè                    | 18,9 - 21,7                                |
| Goma de neoprè               | 15,7 - 27,6                                |
| aigua ultrapura (milliq)     | 30                                         |
| Alt buit                     | 20 - 40 (depèn de la forma de l'elèctrode) |
| Quars fos                    | 25-40                                      |
| Paper de cera                | 40-60                                      |
| Tefló                        | 60                                         |
| Mica                         | 20-70                                      |
| Pel·lícula prima de SiO₂     | > 1000                                     |
| Parafina                     | 13,9                                       |
| Paper parafinat              | 32 - 40 (depèn del gruix de cada material) |